# سیارک ۱۴۰۶۸
سیارک ۱۴۰۶۸ (به انگلیسی: 14068 Hauserova، نامگذاری:1996HP1) چهارده هزار و شصت و هشتمین سیارک کشف شده‌است که در ۲۱ آوریل ۱۹۹۶ کشف شد.
قدر مطلق سیارک برابر ۱۵٫۰۰ است.